# 梨山茶
梨山茶，台灣高山烏龍茶的品牌名稱，指產地位於臺灣中部梨山（臺中市和平區）的台灣烏龍茶，1980年福壽山農場開始種植茶葉，因品質優異受到歡迎，自此帶動梨山一帶種茶風氣，茶區包含佳陽、新佳陽、福壽山、武陵、環山、松茂等地。
梨山茶園位於海拔1450公尺到2490公尺之間，位處高山，茶樹因日夜溫差大、日照時間短，茶葉因此富含果膠質、茶胺酚、茶胺酸，而少兒茶素、茶單寧，所以茶水甘甜卻不苦澀。此外梨山低濕度的環境也提供很好的製茶環境，更有利於茶葉萎凋發酵。綜合以上幾個優勢，梨山茶被認為是台灣高山茶中品質最好，同時也最為穩定。
梨山茶算是台灣高山茶的經典代表，茶民間一般亦將翠巒、翠峰、華崗、碧綠溪、大禹嶺納入大梨山茶區。唯2016年7月1日起，台中市和平區公所已正式向經濟部申請「梨山茶」產地標章，正式界定梨山茶區域，將前述區域排除。

## 外部連結
1. ↑  福壽山農場. . 福壽山農場. 福壽山農場.   [2024-12-05]. （原始内容存档于2025-06-17）.